# Слобода (Черновицкая область)
Слобода́ (укр. Слобода) — село в Новоселицкой городской общине Черновицкого района Черновицкой области Украины.
Население по переписи 2001 года составляло 855 человека. Почтовый индекс — 60323. Телефонный код — 3733. Код КОАТУУ — 7323087101.

## История
В 1946 г. Указом ПВС УССР село Слобода-Раранча переименовано в Слободу.
До 2020 года входило в Новоселицкий район